# World Badminton Grand Prix 1995 (Finale)
Das Finale des World Badminton Grand Prix 1995 fand in Singapur vom 29. November bis zum 3. Dezember 1995 statt. Es war der Abschlusswettkampf der Grand-Prix-Serie der abgelaufenen Saison. Das Preisgeld betrug 325.000 US-Dollar. Das Turnier hatte damit einen Sechs-Sterne-Status im World Badminton Grand Prix.

## Finalresultate
| Disziplin    | Sieger                        | Finalist                       | Ergebnis           |
| ------------ | ----------------------------- | ------------------------------ | ------------------ |
| Herreneinzel | Joko Suprianto                | Ardy Wiranata                  | 15:3, 6:15, 15:6   |
| Dameneinzel  | Ye Zhaoying                   | Lim Xiaoqing                   | 12:10, 8:11, 11:8  |
| Herrendoppel | Cheah Soon Kit Yap Kim Hock   | Rudy Gunawan Bambang Suprianto | 13:18, 15:2, 15:12 |
| Damendoppel  | Ge Fei Gu Jun                 | Gil Young-ah Jang Hye-ock      | 15:7, 15:12        |
| Mixed        | Tri Kusharyanto Minarti Timur | Simon Archer Julie Bradbury    | 15:8, 15:8         |